# 公害防止管理者
公害防止管理者（こうがいぼうしかんりしゃ）とは、特定の工場において、燃料や原材料の検査、騒音や振動の発生施設の配置の改善、排出水や地下浸透水の汚染状態の測定の実施、煤（ばい）煙の量や特定粉塵（じん）の濃度の測定の実施、排出ガスや排出水に含まれるダイオキシン類の量の測定の実施等の業務を管理する者。
特定の工場においては、一定の資格者の中から公害防止管理者を選任することが法律で、その設置者に義務付けられている。資格は区分ごとに、試験等により認定される。

## 歴史
公害防止管理者は、1970年（昭和45年）に公害問題を克服するための公害国会が開かれ、公害対策基本法の改正や、大気汚染防止法、水質汚濁防止法などの14法案が一夜にして改正、制定された。しかし、この時には、公害を防止するための公害防止体制（人的組織）を工場が持っていなかった。そこで翌年の1971年（昭和46年）6月、工場内に公害防止に関係する専門知識を有する人的組織の設置を義務付けた特定工場における公害防止組織の整備に関する法律が制定された。この時に公害防止管理者は誕生した。
1971年の第1回試験では、全区分合計で36,000余名の合格者があった。また、1977年度末時点において、公害防止管理者として約15,000余名が、また、その代理者として約17,000余名が、実際に選任されている。近年では、毎年5,000名以上の合格者を出している。一方、制度発足時から、他の幾つかの比較的高度な資格を持つ者に対して受講資格を与え、講習による資格認定も併行して行なわれている。公害防止管理者の重要性、責任の重さを考えれば、資格者を広げるこの講習制度は重要である。

## 特定工場と組織

### 特定工場
公害防止組織（公害防止管理者の選任）の設置が義務付けられている工場。
- 対象となる業種は事業内容が以下のもののいずれかに属していること。
  - 製造業（物品の加工業も含む。）
  - 電気供給業
  - ガス供給業
  - 熱供給業
- 対象となる工場は対象となる業種の属する工場であって、政令（特定工場における公害防止組織の整備に関する法律施行令）で定める以下のいずれかの施設を設置している工場
  - ばい煙発生施設
  - 特定粉じん発生施設
  - 一般粉じん発生施設
  - 汚水排出施設
  - 騒音発生施設
  - 振動発生施設
  - ダイオキシン類発生施設

### 公害防止組織
法律の定める公害防止組織は、基本的に「一定規模以上（ばい煙発生量が1時間当たり4万m3以上で、かつ排出水量が1日当たり平均1万m3以上）の特定工場」と「その他の特定工場」に分けられ、次の3つの職種で構成される。
- 公害防止統括者

工場の公害防止に関する業務を統括、管理する役割。工場長などの職責のある者が適任である。資格は必要ない。また、常時使用する従業員数が20人以下の特定工場では公害防止統括者は不要である。
- 公害防止主任管理者

公害防止統括者を補佐し、公害防止管理者を指揮する役割。部長又は課長の職責にある者が想定され、資格を必要とする。また、一定規模以上の特定工場に選任が義務付けられている。
- 公害防止管理者

公害発生施設又は公害防止施設での運転、維持、管理、燃料、原材料の検査等を行う役割。
施設の直接の責任者の者が想定され、資格を必要とする。また、公害防止管理者は公害発生施設の区分ごとに選任しなければならない。

## 公害防止管理者の種類
公害防止管理者は現在13種類ある。
- 大気関係
  - 大気関係第一種公害防止管理者
    - カドミウム・その他の化合物、塩素・塩化水素、ふっ素、ふッ化水素・ふッ化けい素、又は、鉛化合物を含むばい煙を発生する施設（大気関係有害物質発生施設）で、排出ガス量が1時間当たり4万m3以上の工場に設置されるもの。

  - 大気関係第二種公害防止管理者
    - 大気関係有害物質発生施設で、排出ガス量が1時間当たり4万m3未満の工場に設置されるもの。

  - 大気関係第三種公害防止管理者
    - 大気関係有害物質発生施設以外のばい煙発生施設で、排出ガス量が1時間当たり4万m3以上の工場に設置されるもの。

  - 大気関係第四種公害防止管理者
    - 大気関係有害物質発生施設以外のばい煙発生施設で、排出ガス量が1時間当たり4万m3未満の工場に設置されるもの。
- 水質関係
  - 水質関係第一種公害防止管理者
    - 水質関係有害物質発生施設で、排出水量が1日当たり1万m3以上の工場に設置されるもの。

  - 水質関係第二種公害防止管理者
    - 水質関係有害物質発生施設で、排出水量が1日当たり1万m3未満の工場又は特定地下浸透水を浸透させている工場に設置されるもの。

  - 水質関係第三種公害防止管理者
    - 水質関係有害物質発生施設以外の汚水等排出施設で、排出水量が1日当たり1万m3以上の工場に設置されるもの。

  - 水質関係第四種公害防止管理者
    - 水質関係有害物質発生施設以外の汚水等排出施設で、排出水量が1日当たり1万m3未満の工場に設置されるもの。
- 騒音・振動関係
  - 騒音・振動関係公害防止管理者
資格試験の区分は、「騒音・振動関係」として統合され一つとなったが、公害防止管理者としての区分は別々のままである。騒音発生施設および振動発生施設への指定は、それぞれに、行なわれている。したがって、例えば従来の「騒音関係」の有資格者は、引き続き騒音発生施設に選任される公害防止管理者となる資格を持つ。
    - 機械プレス（呼び加圧能力が980kN以上のものに限る）、鍛造機（落下部分の重量が1t以上のハンマーに限る）
    - 液圧プレス（矯正プレスを除くものとし、呼び加圧能力が2941kN以上のものに限る）、機械プレス（呼び加圧能力が980kN以上のものに限る）、鍛造機（落下部分の重量が1t以上のハンマーに限る）
- 粉じん関係
  - 特定粉じん関係公害防止管理者
    - 特定粉じん（石綿）発生施設

  - 一般粉じん関係公害防止管理者
    - 一般粉じん（石綿以外のもの）発生施設。
- ダイオキシン類関係
  - ダイオキシン類関係公害防止管理者
    - 1.焼結鉱（銑鉄の製造の用に供するものに限る。）の製造の用に供する焼結炉であって、原料の処理能力が1時間当たり1t以上のもの。
    - 2.製鋼の用に供する電気炉（鋳鋼又は鍛鋼の製造の用に供するものを除く。）であって、変圧器の定格容量が1,000kVA以上のもの
    - 3.亜鉛の回収（製鋼の用に供する電気炉から発生するばいじんであって、集じん機により集められたものからの亜鉛の回収に限る。）の用に供する焙焼炉、焼結炉、溶鉱炉、溶解炉及び乾燥炉であって、原料の処理能力が1時間当たり0.5t以上のもの。
    - 4.アルミニウム合金の製造の用に供する焙焼炉、溶解炉及び乾燥炉であって、焙焼炉及び乾燥炉にあっては原料の処理能力が1時間当たり0.5t以上のもの、溶解炉にあっては容量が1t以上のもの。
      - （原料としてアルミニウムくず（当該アルミニウム合金の製造を行う工場内のアルミニウムの圧延工程において生じたものを除く。）を使用するものに限る。）

    - 5.硫酸塩パルプ（クラフトパルプ）又は亜硫酸パルプ（サルファイトパルプ）の製造の用に供する塩素又は塩素化合物による漂白施設。
    - 6.カーバイド法アセチレンの製造の用に供するアセチレン洗浄施設。
    - 7.硫酸カリウムの製造の用に供する施設のうち、廃ガス洗浄施設。
    - 8.4-クロロフタル酸水素ナトリウムの製造の用に供する施設のうち、次に掲げるもの。
      - イ.ろ過施設
      - ロ.乾燥施設
      - ハ.廃ガス洗浄施設

    - 9.2・3-ジクロロ-1・4-ナフトキノンの製造の用に供する施設のうち、次に掲げるもの。
      - イ.ろ過施設
      - ロ.廃ガス洗浄施設

    - 10.アルミナ繊維の製造の用に供する施設のうち、廃ガス洗浄施設。
    - 11.塩化ビニルモノマーの製造の用に供する二塩化エチレン洗浄施設。
    - 12.カプロラクタムの製造（塩化ニトロシルを使用するものに限る。）の用に供する施設のうち、次に掲げるもの。
      - イ.硫酸濃縮施設
      - ロ.シクロヘキサン分離施設
      - ハ.廃ガス洗浄施設

    - 13.クロロベンゼン又はジクロロベンゼンの製造の用に供する施設のうち、次に掲げるもの。
      - イ.水洗施設
      - ロ.廃ガス洗浄施設

    - 14.アルミニウム又はその合金の製造の用に供する焙焼炉、溶解炉又は乾燥炉から発生するガスを処理する施設のうち、次に掲げるもの。
      - イ.廃ガス洗浄施設
      - ロ.湿式集じん施設

    - 15.亜鉛の回収（製鋼の用に供する電気炉から発生するばいじんであって、集じん機により集められたものからの亜鉛の回収に限る。）の用に供する施設のうち、次に掲げるもの。
      - イ.精製施設
      - ロ.廃ガス洗浄施設
      - ハ.湿式集じん施設

    - 16.8・18-ジクロロ-5・15-ジエチル-5・15-ジヒドロジインドロ[3・2-b;3'・2'-m]トリフェノジオキサジン（別名ジオキサジンバイオレット。ハ.においては単に「ジオキサジンバイオレット」という。）の製造の用に供する施設のうち、次に掲げるもの。
      - イ.ニトロ化誘導体分離施設及び還元誘導体分離施設
      - ロ.ニトロ化誘導体洗浄施設及び還元誘導体洗浄施設
      - ハ.ジオキサジンバイオレット洗浄施設
      - ニ.熱風乾燥施設
- 公害防止主任管理者
  - 排出ガス量が1時間当たり4万m3以上、かつ、排出水量が1日当たり1万m3以上のばい煙発生施設及び汚水等排出施設を設置の工場。

## 資格試験
公害防止管理者として選任されるのに必要な資格は「公害防止管理者等国家試験」と呼ばれる試験を受験し、合格することで取得できる。試験合格者には経済産業大臣及び環境大臣連名の「国家試験合格証書」が交付されていたが、2006年度以降の合格者には産業環境管理協会の会長名で送られている。この有資格者に対する特定の称号は定められておらず、公害防止管理者の有資格者と呼ぶ。この資格は必置資格に分類されるものであり、主として個人の能力を認定するための資格とは、少し性格が異なる面がある。しかし、環境技術者としての登竜門的な性格もあり、大変人気が高い。2006年度から、課目の見直しがなされ、工場関係のみならず、より環境技術者としての側面が強調されるようになって来ている。
一般社団法人産業環境管理協会が実施する国家試験で年に1回、10月第1日曜日に行われる。2006年から科目合格制度が付加され、一度にすべての課目に合格出来なくても、受験年を含め、3年以内に必要とする課目に合格すれば資格が与えられるようになった。合格率は各々まちまちであるが、平均すると20%前後である。
この2006年の科目合格制度導入にあたっては以前の制度との経過措置が周知徹底されなかったことによる採点ミスが発生し、300人が追加合格となったうえに176人が合格を取り消され、一旦発行した合格証書を回収する異例の処置がとられた。

## その他
受験・受講資格
- 東京都一種公害防止管理者に登録することができる。